# César Bravo Castillo
César Alexis Bravo Castillo (Chile, 25 de abril de 1973) es un exfutbolista y actual entrenador chileno, que jugaba de defensa y militó en diversos clubes de Chile e Indonesia. Actualmente dirige a Cobreloa de la Primera B de Chile.

## Trayectoria

### Como jugador
Formado en las divisiones inferiores de Cobreloa, también defendió las camisetas de Everton de Viña del Mar, Provincial Osorno y Ñublense en su país natal, además de desarrollar su carrera en la liga de Indonesia, jugando por Persikota Tangerang, Persema Malang y PSLS Lhokseumawe.

### Como entrenador
Tras dirigir las divisiones inferiores de Cobreloa, tuvo dos pasos como interino por el primer equipo: en 2014 tras la renuncia de Jorge García, y en 2016 luego del despido de César Vigevani. Durante el segundo semestre de 2016, y tras la renuncia de Carlos Rojas, fue anunciado como nuevo entrenador titular, durando 3 meses en su cargo.
En 2019, fue contratado por Unión Española para dirigir sus divisiones inferiores, dirigiendo un partido como interino tras la salida de Ronald Fuentes de la banca hispana. En mayo de 2021, nuevamente asumió el primer equipo en reemplazo de Jorge Pellicer, siendo ratificado en su puesto con vistas a la temporada 2022 Tras una mala racha con una victoria en 8 partidos, en septiembre de 2022 fue despedido de Unión Española, siendo reemplazado en el banco por Gustavo Canales.
En diciembre de 2022, fue anunciado como nuevo entrenador de Trasandino de la Segunda División chilena, con vistas a la temporada 2023. tras malos resultados y quedar último en la tabla, es cesado el 16 de marzo de 2024
El 30 de septiembre del mismo año, es anunciado como nuevo Entrenador de Cobreloa, en reemplazo de Dalcio Giovagnoli, con la dura misión de sacar al equipo del descenso, aunque el 10 de noviembre, en la última fecha goleó a O'Higgins 0 - 3 de visita, la gran diferencia de goles lo llevó a bajar de categoría.

## Selección nacional
Formó parte de la Selección sub-23 chilena que participó en el Preolímpico Sub-23 de 1996, que quedó eliminado en primera fase.

### Participaciones en Preolímpicos
| Torneo                               | Sede      | Resultado    |
| ------------------------------------ | --------- | ------------ |
| Preolímpico Sub-23 de Argentina 1996 | Argentina | Primera Fase |

## Clubes

### Como jugador
| Club                | País      | Año       |
| ------------------- | --------- | --------- |
| Cobreloa            | Chile     | 1992-2001 |
| Everton             | Chile     | 2001-2003 |
| Provincial Osorno   | Chile     | 2003      |
| Persikota Tangerang | Indonesia | 2004-2005 |
| Persema Malang      | Indonesia | 2006-2007 |
| Ñublense            | Chile     | 2007-2009 |
| PSLS Lhokseumawe    | Indonesia | 2010      |

### Como entrenador
| Club                      | País  | Año       | PJ  | PG | PE | PP | Rendimiento |
| ------------------------- | ----- | --------- | --- | -- | -- | -- | ----------- |
| Cobreloa (Interino)       | Chile | 2014      | 4   | 1  | 0  | 3  | 25%         |
| Cobreloa                  | Chile | 2016      | 3   | 2  | 0  | 1  | 66.67%      |
| Cobreloa                  | Chile | 2017      | 8   | 1  | 3  | 4  | 25%         |
| Unión Española (Interino) | Chile | 2020      | 1   | 1  | 0  | 0  | 100%        |
| Unión Española            | Chile | 2021-2022 | 63  | 33 | 8  | 22 | 56.61%      |
| Trasandino                | Chile | 2022-2024 | 30  | 8  | 11 | 11 | 38.89%      |
| Cobreloa                  | Chile | 2024-Act. | 33  | 13 | 10 | 10 | 49.49%      |
| Total                     | Total | Total     | 142 | 59 | 32 | 51 | 49.06%      |